# ダーヴィシュ船団

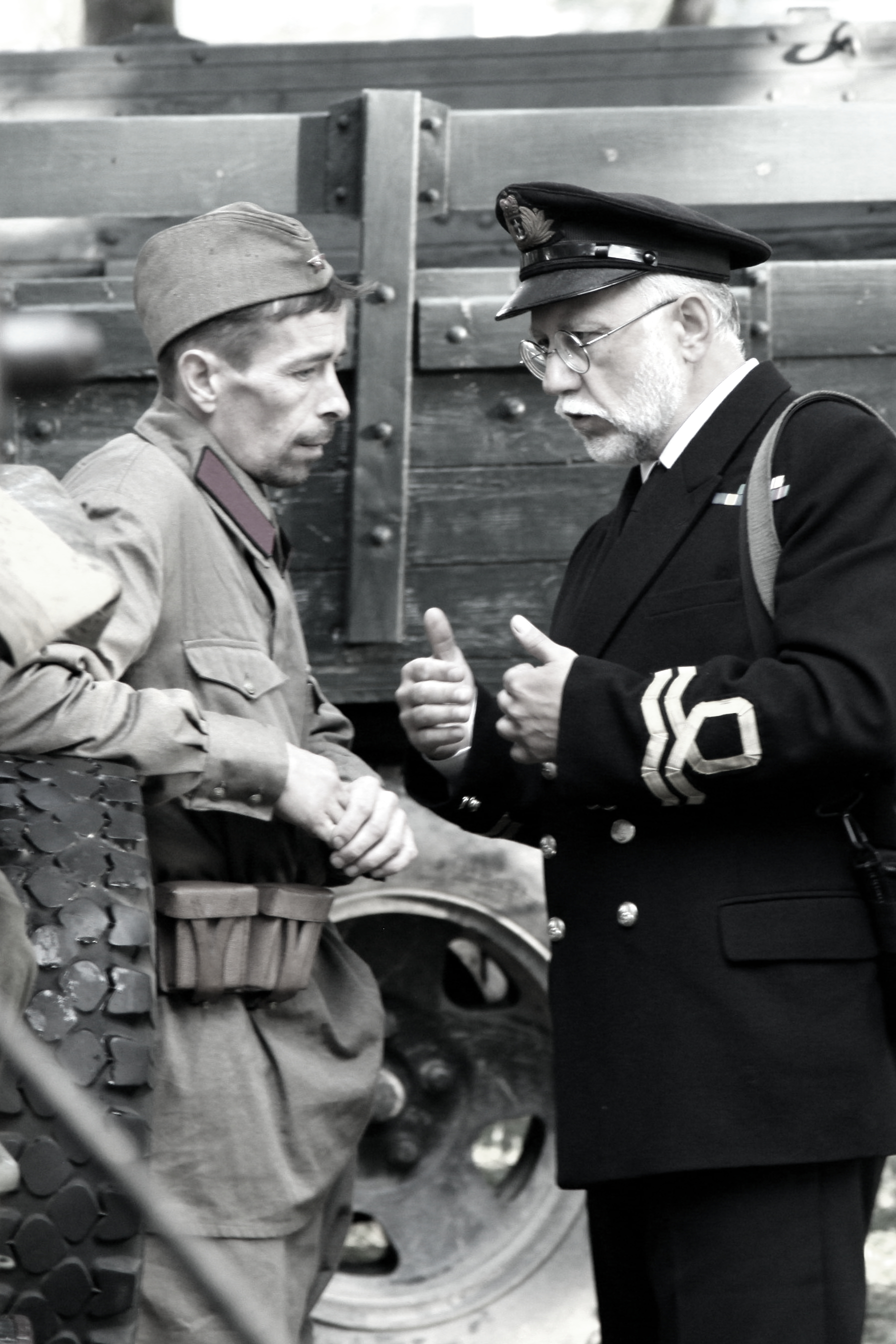
«Dervish-75»

ダーヴィシュ船団（ダーヴィシュせんだん、英: Dervish Convoy）は、第二次世界大戦中に連合国軍により派遣された、ソビエト連邦を支援するための最初の輸送船団である。船団は1941年8月21日にアイスランドのハヴァルフィヨルドを出発し、同月31日にソ連のアルハンゲリスクに到着した。

## 船団構成
船団は、各種の資源とホーカー ハリケーン戦闘機を積んだ6隻（ランカストリアン・プリンス、ニュー・ウエストミンスター・シティー、エスネス、トリハタ、ランステファン・キャッスル、オランダ船籍のアルチバ）の商船とイギリス海軍の給油艦アルタースデイルから成っていた。船団指揮官は英海軍予備士官のダウディング大佐である。この船団は駆逐艦エレクトラ、アクティブ、インパルシブ、掃海艇サラマンダー、ハルシオン、ハリアー、および武装トロール船ハムレット、マクベス、オフィーリアに護衛されていた。これに加え、間接護衛部隊として巡洋艦シュロップシャー、駆逐艦マタベレ、パンジャビ、ソマリがあった。これらの護衛艦艇はすべてイギリス海軍所属である。また、この頃船団とは別に空母アーガスが、ハリケーン戦闘機を輸送するためムルマンスクに向かっていた。これらの全艦船が、無事に目的地に着いている。
なお、ランステファン・キャッスルにはウィンストン・チャーチル首相の肝煎りで、宣伝のため2名のジャーナリストと画家のフェリックス・トポルスキーが乗船していた。
この船団を構成した商船は、ソ連からの帰りはソ連船と共にQP1船団を構成した。